# Francisco Chacón
Francisco Chacón (Irapuato, Guanajuato, 1976. május 8. –) mexikói nemzetközi labdarúgó-játékvezető.

## Pályafutása

### Nemzeti játékvezetés
Nemzeti labdarúgó-szövetségének megfelelő játékvezető bizottságai minősítése alapján jutott magasabb osztályokba. A küldési gyakorlat szerint rendszeres 4. bírói szolgálatot is végez. 2003-ban lett Liga MX, majd 2004-től a névmódosításon átesett Ascenso MX játékvezetője.

### Nemzetközi játékvezetés
A Mexikói labdarúgó-szövetség Játékvezető Bizottsága (JB) terjesztette fel nemzetközi játékvezetőnek, a Nemzetközi Labdarúgó-szövetség (FIFA) 2009-től tartja nyilván bírói keretében. A FIFA JB központi nyelvei közül a spanyolt beszéli. Több nemzetek közötti válogatott és klubmérkőzést vezetett, vagy működő társának 4. bíróként segített.

#### Labdarúgó-világbajnokság
A világbajnoki döntőkhöz vezető úton Brazíliába a XX., a 2014-es labdarúgó-világbajnokságra a FIFA JB játékvezetőként alkalmazta. Selejtező mérkőzéseket a CONCACAF zónában vezetett.

##### 2014-es labdarúgó-világbajnokság

###### Selejtező mérkőzés
| Időpont          | Helyszín                              | Mérkőzés típusa              | Mérkőzés          | Eredmény | Nézők száma |
| ---------------- | ------------------------------------- | ---------------------------- | ----------------- | -------- | ----------- |
| 2013. február 6. | Rommel Fernández Stadion, Panamaváros | előselejtező (döntő csoport) | Panama–Costa Rica | 2 – 2    | 25 000      |

#### Copa América
Argentína rendezte a 43., a 2011-es Copa América labdarúgó tornát, ahol a CONMEBOL JB bíróként foglalkoztatta.

##### 2011-es Copa América

###### CONCACAF-aranykupa mérkőzés
| Időpont          | Helyszín                              | Mérkőzés típusa              | Mérkőzés           | Eredmény | Nézők száma |
| ---------------- | ------------------------------------- | ---------------------------- | ------------------ | -------- | ----------- |
| 2011. július 10. | Estanislao López Stadion, Santa Fe    | csoportmérkőzés (A. csoport) | Kolumbia–Bolívia   | 2 – 0    |             |
| 2011. július 16. | Mario Alberto Kempes Stadion, Córdoba | egyik negyeddöntő            | Kolumbia–Peru      | 0 – 2    | 30 000      |
| 2011. július 20. | Malvinas Argentinas Stadion, Mendoza  | egyik elődöntő               | Paraguay–Venezuela | 0 – 0    | 8000        |

#### CONCACAF-aranykupa
Egyesült Államok rendezte a 11., a 2011-es CONCACAF-aranykupa labdarúgó tornát, ahol a CONCACAF JB vendégbíróként vette igénybe szolgálatát.

##### 2011-es CONCACAF-aranykupa

###### CONCACAF-aranykupa mérkőzés
| Időpont         | Helyszín                          | Mérkőzés típusa              | Mérkőzés           | Eredmény | Nézők száma |
| --------------- | --------------------------------- | ---------------------------- | ------------------ | -------- | ----------- |
| 2011. június 6. | Home Depot Center Stadion, Carson | csoportmérkőzés (B. csoport) | Honduras–Guatemala | 0 – 0    | 21 520      |

#### Nemzetközi kupamérkőzések
Vezetett kupadöntők száma: 1

##### CONCACAF Bajnokcsapatok-kupája
| Időpont           | Helyszín                       | Mérkőzés típusa     | Mérkőzés                        | Eredmény | Nézők száma |
| ----------------- | ------------------------------ | ------------------- | ------------------------------- | -------- | ----------- |
| 2012. április 18. | Estadio Tecnológico, Monterrey | döntő első mérkőzés | CF Monterrey–Club Santos Laguna | 2 – 0    | 29 300      |